# Pee-wee’s Big Holiday
Pee-wee's Big Holiday é um filme norte-americano dos gêneros comédia familiar e aventura, lançado diretamente pelo Netflix em 2016, com direção de John Lee e estrelado por Paul Reubens (como "Pee-wee Herman") e Joe Manganiello.
O filme é baseado em As Grandes Aventuras de Pee-Wee, de 1985, dirigido por Tim Burton e contando com a presença de Paul Reubens, interpretando o personagem principal (Pee-wee Herman). Em 1988,
um segundo filme foi lançado com o título Pee-wee- Meu Filme Circense, dirigido por Randal Kleiser.
Pee-wee Herman foi um personagem muito popular e querido nos EUA, principalmente entre as crianças, durante as décadas de 80 e 90.

## Sinopse
Pee-wee é o mestre-cuca oficial de uma lanchonete em Fairville, sua cidadezinha natal. Ele conhece o ator Joe Manganiello, que nas horas vagas é motoqueiro e convida Pee-wee para sua festa de aniversário, que ocorrerá daqui há alguns dias em Nova Iorque. Pee-wee aceita o convite e decidir sair de férias pela primeira vez na vida. Basta ele sair de Fairville para as mais divertidas confusões ocorrerem ao longo da viagem. As confusões envolvem um trio de mulheres assaltantes, um vendedor ambulante, uma fazenda de cobras, um fazendeiro com nove filhas, um aviador com um carro que voa, um urso falante, cabeleireiros africanos e uma comunidade Amish.

## Elenco
- Paul Reubens como Pee-wee Herman
- Joe Manganiello como Ele mesmo
- David Arquette como DJ
- Jessica Pohly como Pepper
- Alia Shawkat como Bella
- Stephanie Beatriz como Freckles
- Leo Fitzpatrick como Abe
- Brad William Henke como Urso Pardo Daniels
- Hal Landon Jr. como Fazendeiro Brown
- Diane Salinger como Penny King
- Patrick Egan como  Gordon
- Tara Buck como Beverly
- Richard Riehle como Dan
- Janina Gavankar como Convidada da Festa
- Lindsay Hollister como Peggy Brown
- Frank Collison como Criador de cobras
- Tara Buck como Beverly
- Monica Horan como Dawn
- Dave Power como Dudley Hughes
- Brian Patrick Farrell como Operário
- Robert R. Shafer como Operário da construção
- Darryl Stephens como Rene
- Lynne Marie Stewart como Miss Yvonne
- Doug Cox como Sr. Murgatroyd
- Linda Porter como Sra. Rose
- Katherine VanderLinden como Emilly
- John H. Mayer como Farmacêutico
- Brian Palermo como Marvin
- Jessica Pohly
- Jordan Black